# Colline de Räätikäs
La colline de Räätikäs (finnois : Räätikäsvuori) est une colline fortifiée à Huittinen en Finlande,,.

## Présentation
La colline de Räätikäs se trouve à 4,6 kilomètres au nord de l'église d'Huittinen et se situe entre la valtatie 12 et l'Yhdystie 12819.
Le fleuve Kokemäenjoki est à 900 mètres.
La colline s'élève à environ 40 mètres au-dessus du niveau du Kokemäenjoki et à plus de 5 mètres au-dessus de la forêt qui l'entoure.
Sur les côtés nord-ouest et nord se trouve un mur de pierre de 25 mètres de long qui protège  une cour de 50 × 70 m,,,.

## Galerie

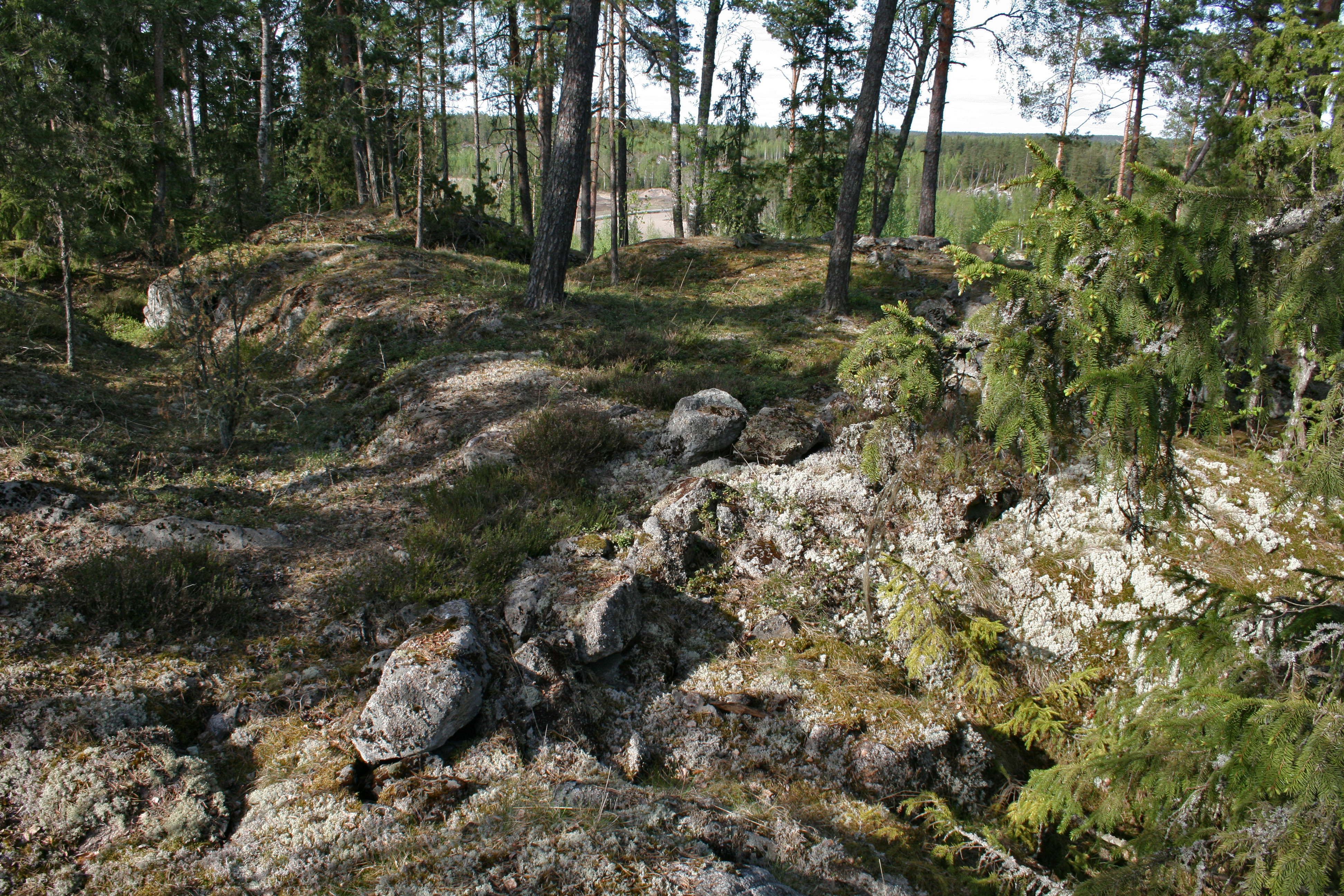
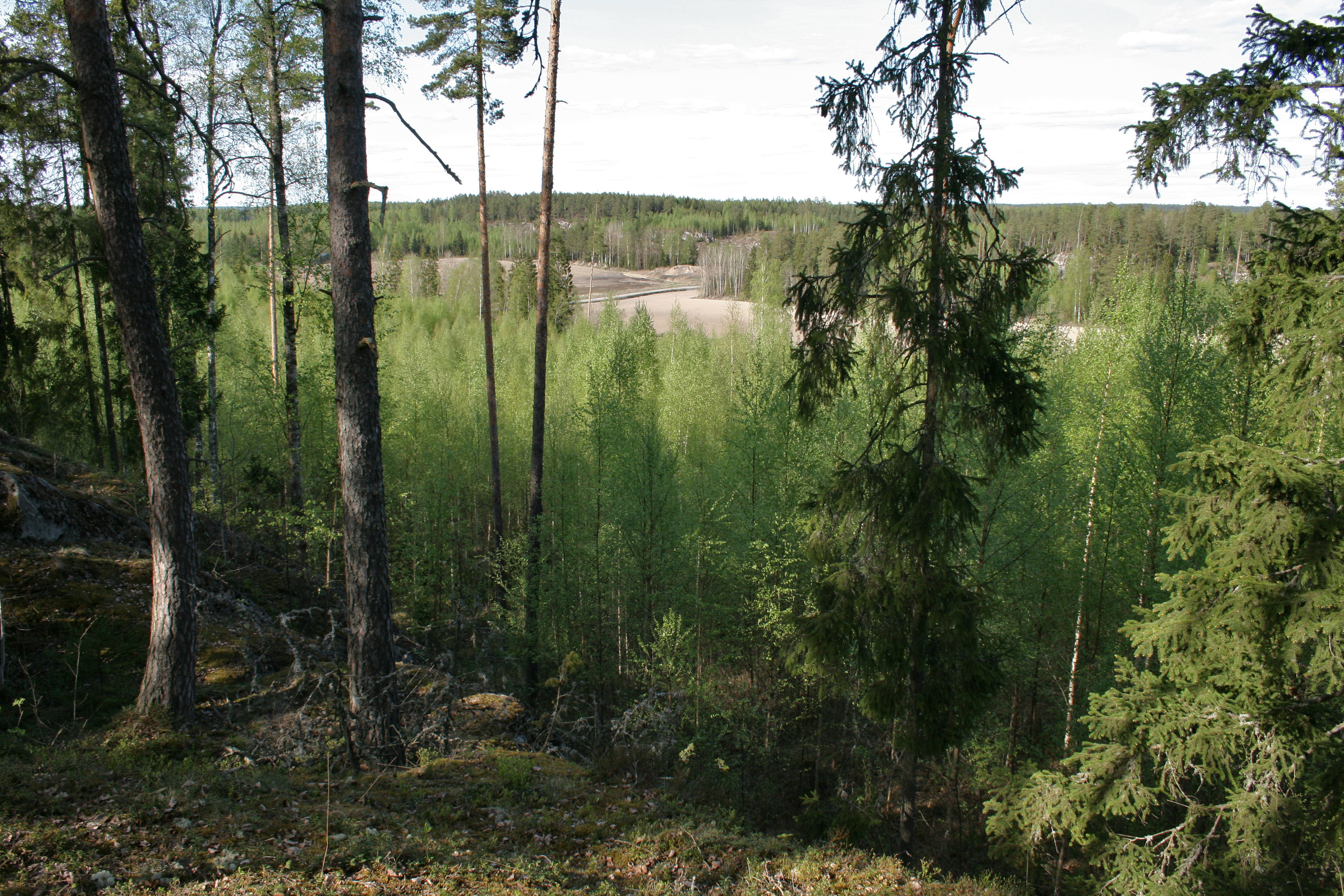
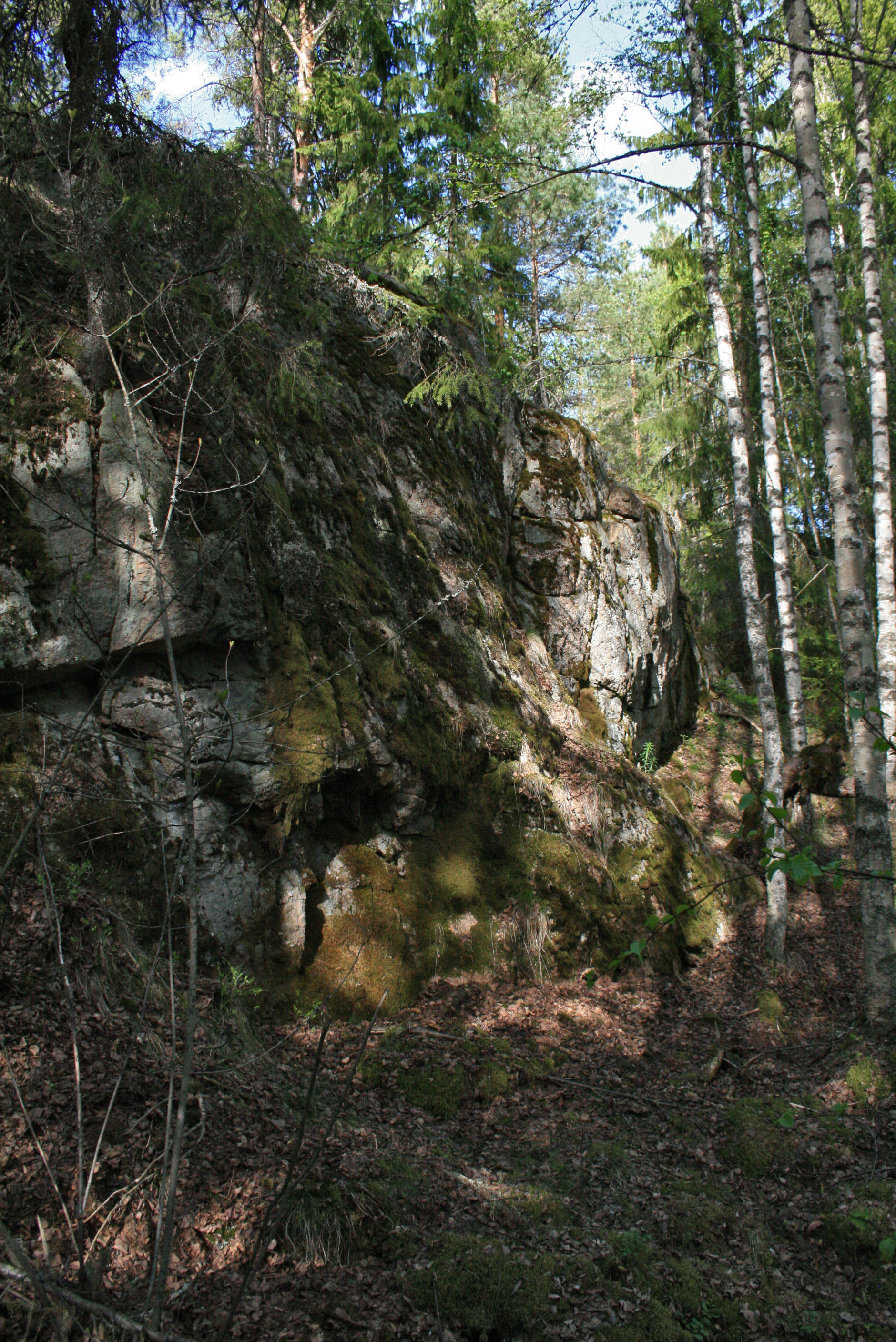